# Căplani, Ștefan Vodă
Căplani este un sat din raionul Ștefan Vodă, Republica Moldova.

## Geografie
Satul are o suprafață de circa 4,30 kilometri pătrați, cu un perimetru de 11,75 km. Localitatea se află la distanța de 25 km de orașul Ștefan Vodă și la 138 km de Chișinău.

## Istorie
Satul a fost menționat documentar în anul 1739. Denumirea satului probabil vine de la numele hanului Crimeii Caplan Ghirei.
Dicționarul Geografic al Basarabiei de Zamfir Arbore: CAPLANI, sat, în jud. Acherman, volostea Ivanov-ca-Rusească, așezat pe râulețul Caplani. Pozițiunea geografică: 46°23' lat.; 27°32' long. d. m. din Paris. Populațiunea, în majoritatea moldoveni, e de 1790 sufl. Satul s-a înființat pe la 1822, formându-se din 99 familii de români (358 bărb., 214 fem.) și 14 familii de ruși, fugiți din probie. Fiecare familie a pri mit câte 30 desetine pământ de cap de familie. Astăzi fiecare cap de familie are abia 7 desetine. Locuitorii au 93 cai, 832 vite mari, 775 oi. împrejurul satului sunt numeroase vii și grădini cu pomi.

## Demografie
Conform datelor recensământului din anul 2004, populația satului constituia 3.631 de oameni. În satul Căplani au fost înregistrate 1.202 gospodării casnice la recensământul din anul 2004, iar mărimea medie a unei gospodării era de 3,0 persoane.

### Structura etnică
Structura etnică a localității conform recensământului populației din 2004:
| Grup etnic                    | Populație | % Procentaj |
| ----------------------------- | --------- | ----------- |
| Băștinași declarați Moldoveni | 3589      | 98,84%      |
| Ucraineni                     | 20        | 0,55%       |
| Ruși                          | 15        | 0,41%       |
| Bulgari                       | 4         | 0,11%       |
| Alții                         | 3         | 0,08%       |
| Total                         | 3.631     |             |

## Administrație și politică
Componența Consiliului local Căplani (13 consilieri), ales la 5 noiembrie 2023, este următoarea:
|  | Partid                                       | Consilieri | Componență | Componență | Componență | Componență | Componență | Componență | Componență | Componență |
|  | -------------------------------------------- | ---------- | ---------- | ---------- | ---------- | ---------- | ---------- | ---------- | ---------- | ---------- |
|  | Partidul Acțiune și Solidaritate             | 8          |            |            |            |            |            |            |            |            |
|  | Partidul Socialiștilor din Republica Moldova | 4          |            |            |            |            |            |            |            |            |
|  | Partidul Democrația Acasă                    | 1          |            |            |            |            |            |            |            |            |